# Miroslav Jindra (pilot)
Miroslav Jindra (5. března 1916 Dolní Krupá – 20. července 1941 Severní moře u Uithuizermeedenu) byl český pilot 311. československé bombardovací perutě RAF.

## Život

### Před druhou světovou válkou
Miroslav Jindra se narodil 5. března 1916 v Dolní Krupé na Havlíčkobrodsku. Mezi lety 1934 a 1935 absolvovalˇarmádní Školu pro odborný dorost letectva v Prostějově.

### Druhá světová válka
Po německé okupaci v březnu 1939 opustil Miroslav Jindra Protektorát Čechy a Morava a přes Polsko se dostal do Francie. V květnu 1940 se vyskytoval na území Palestiny, do Spojeného království připlul 11. listopadu téhož roku. Byl přijat do Royal Air Force a zařazen do 311. československé bombardovací perutě. První operační let absolvoval 1. července 1941 nad Brest. Dne 19. července 1941 se zúčastnil na pozici druhého pilota náletu na Hannover ve stroji Vickers Wellington Mk.IC R1371 KX-F pod velením Václava Netíka. Během zpátečního letu probíhajícího v prvních hodinách dne 20. července se letoun po zásahu protiletadlovou palbou zřítil do vln Severního moře v blízkosti nizozemského Uithuizermeedenu. Celá posádka zahynula. tělo Miroslava Jindry bylo vyplaveno dva měsíce po pádu stroje a bylo pohřbeno v Uithuizermeedenu. Dosáhl hodnosti četaře.

## Posmrtná ocenění
- Miroslav Jindra byl v roce 1991 in memoriam povýšen do hodnosti plukovníka